# カルロス・デ・ボルボン＝ドス・シシリアス
カルロス・マリア・デ・ボルボン＝ドス・シシリアス・イ・ボルボン＝パルマ（スペイン語: Carlos María de Borbón-Dos Sicilias y Borbón-Parma, 1938年1月16日 - 2015年10月5日）は、スペイン王子（Infante de España）、カラブリア系ボルボーネ＝シチリア家の家長。カラブリア公およびカゼルタ伯。イタリア語名はカルロ・マリア・ディ・ボルボーネ＝ドゥエ・シチリエ（Carlo Maria di Borbone-Due Sicilie）。両シチリア王家家長の座を3代のカストロ公（ラニエーリ、フェルディナンド、カルロ）と争っていた。

## 生涯
スペイン王子およびカラブリア公アルフォンソとその妃アリシア（ボルボーネ＝パルマ家家長エリアの四女）の長男として、ローザンヌで生まれた。1歳の時に一家はスペインへ移住した。
1948年、バルセロナ伯フアン（カルロスの叔母マリア・デ・ラス・メルセデスの夫）によって選ばれ、フランシスコ・フランコの後継者として教育されることになったフアン・カルロス王子に同行し、育てられた。カルロス・マリアはフアン・カルロスの母方の従弟にあたり（2人は誕生日が10日ほどしか違わない）、また共にアルフォンソ12世の曾孫でもある。
1965年、オルレアン家家長パリ伯アンリ（マリア・デ・ラス・メルセデスの従兄にあたる）の三女アンヌ（アナ）と結婚し、1男4女を儲けた。
- クリスティーナ（1966年 - ）　1994年にペドロ・ロペス＝ケサーダ・イ・フェルナンデス＝ウルティアと結婚
- マリア（英語版）（1967年 - ）　1996年にオーストリア大公ジメオン（ルドルフ大公の次男）と結婚
- ペドロ（1968年 - ）　カラブリア公、2001年にソフィア・ランダルーセ・イ・メルガレホと結婚
- イネス（1971年 - ）　2001年にナポリ貴族のライアーノ侯爵ミケーレ・カレッリ・パロンビと結婚
- ビクトリア（1976年 - ）　2003年にギリシャ人海運業者マルコス・ノミコスと結婚

1994年、スペイン国王フアン・カルロス1世によってスペイン王子の称号を授けられた。ただし、1978年憲法が定める王位継承権者の範囲には含まれていない。
シウダー・レアルとトレドに不動産を所有し、レプソルやテレフォニカといった大会社の株主でもあった。また、サンティアゴ騎士団、カラトラバ騎士団、アルカンタラ騎士団、モンテザ騎士団（全て現在はスペイン王家に属する団体）の王室委員長を務めていた。